# Cercopithecus erythrogaster
El cercopiteco de garganta blanca o cercopiteco de vientre rojo (Cercopithecus erythrogaster) es una especie de primate catarrino perteneciente a la familia Cercopithecidae. Es un animal diurno que vive en zonas de la selva tropical de Nigeria y Benín. 
Normalmente es un frugívoro, pero puede alimentarse de insectos y vegetales. Usualmente vive en pequeños grupos de cuatro a cinco individuos, sin embargo se han observado grupos de treinta animales y en algunos casos algunos animales vagan solos. Es arbóreo, habita el bosque húmedo y las zonas más húmedas del bosque tropical seco; sin embargo, puede encontrarse en arbustos secundarios y antiguas áreas de cultivo.
Los machos pesan de 3,5 a 4,5 kilogramos y las hembras pesan de 2 a 4 kg. Las hembras dan a luz a una cría, lo cual influye en su población decreciente. 
El cercopiteco de garganta blanca fue considerado extinta en una ocasión debido a la caza constante por su piel única por su vientre rojo y miembros anteriores blancos. A pesar de ello, un grupo pequeño fue hallado cerca al río Níger en 1988. Todavía se le considera una especie amenazada debido a la tendencia decreciente de su población. Actualmente su territorio se halla protegido y la caza y uso como mascota restringido. 
Se reconocen dos subespecies de este cercopiteco:
- Cercopithecus erythrogaster erythrogaster
- Cercopithecus erythrogaster pococki